# Bateria de Costa do Monte da Guia

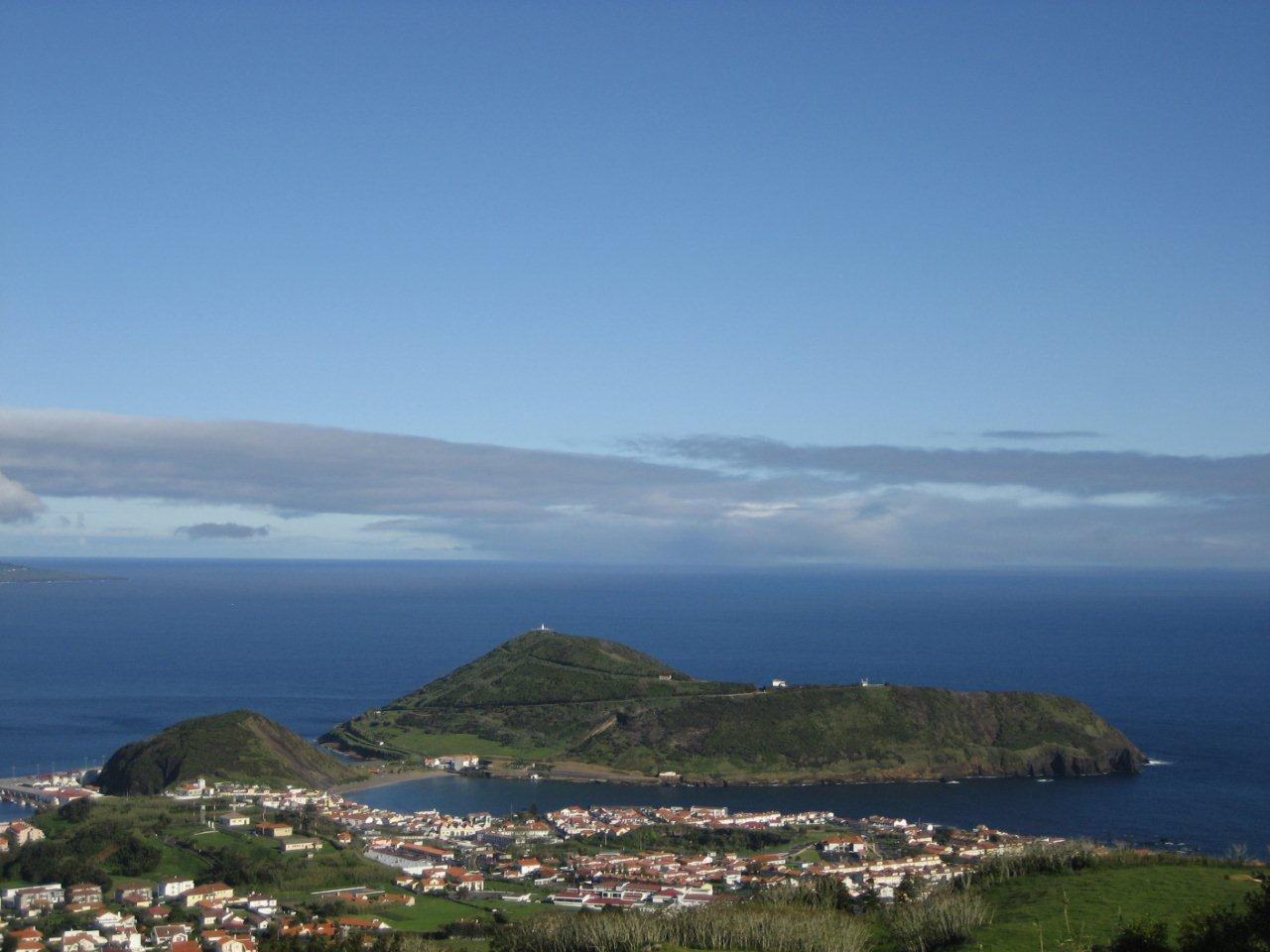
Monte da Guia, Horta: vista panorâmica

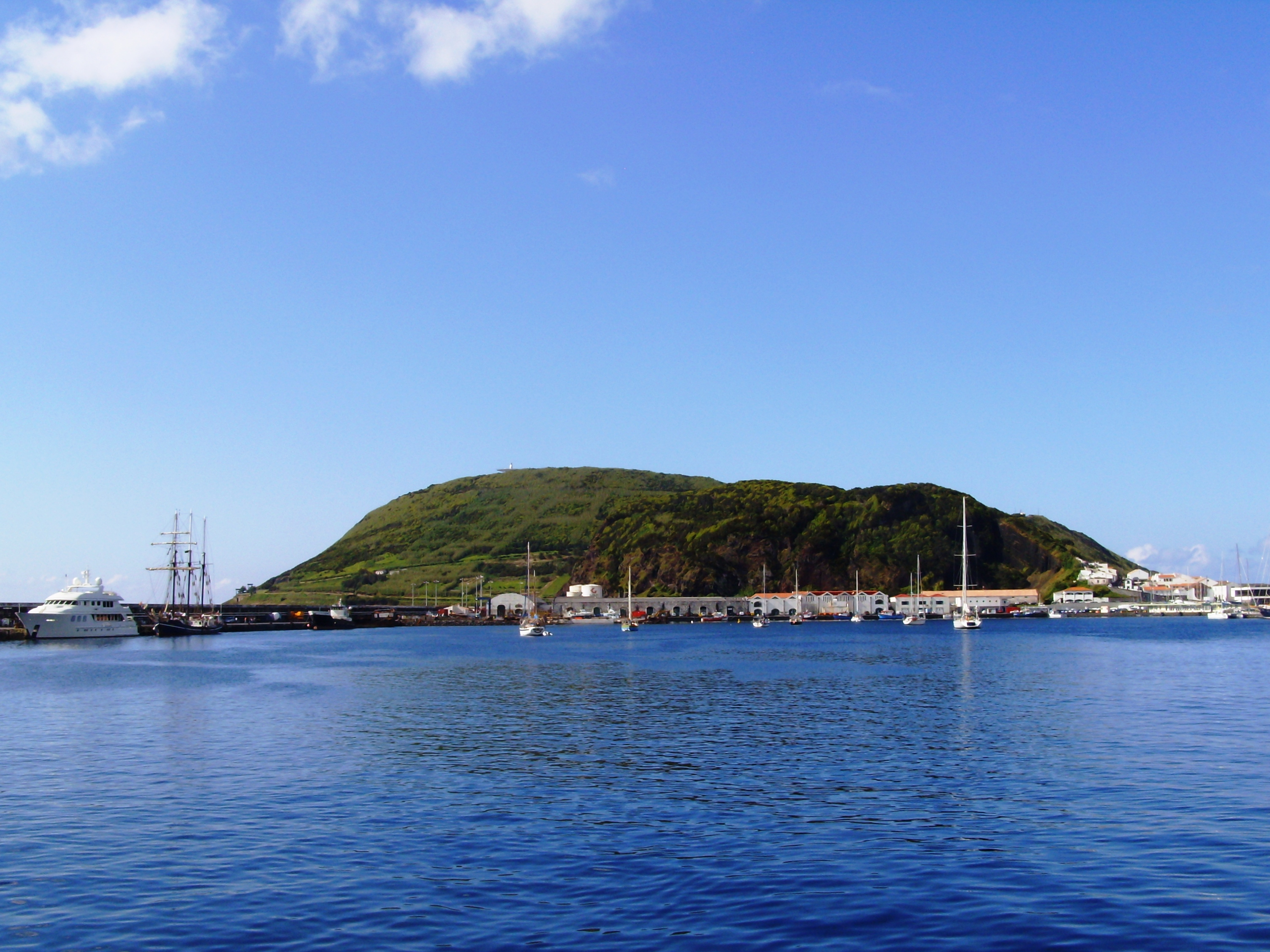
Monte da Guia, Horta: vista a partir da baía da Horta.

Vista de Horta da Monte da Guia.

A Bateria de Costa do Monte da Guia localiza-se no cume do Monte da Guia, na freguesia das Angústias, concelho da Horta, na ilha do Faial, nos Açores.

## História
Constitui-se numa posição fortificada em 1941, no contexto da Segunda Guerra Mundial, com a função de defesa da cidade da Horta e do canal entre as ilhas do Faial e do Pico. Cooperava com a Bateria de Costa da Espalamaca e com a Bateria Antiaérea do Monte Carneiro.
Juntamente com a Bateria da Espalamaca, foi guarnecida pela Bateria Independente de Defesa da Costa (BIDC3), cada uma com dois oficiais subalternos, seis sargentos ou furriéis e vinte praças. Foram artilhadas com peças que haviam pertencido ao antigo Couraçado Vasco da Gama, abatido em 1936.
Desativada na década de 1970, atualmente possui instalados equipamentos de apoio à navegação aérea.
Inscreve-se na Paisagem Protegida do Monte da Guia pelo Decreto Regional n.º 1/80/A, de 31 de janeiro.

## Características
Sob a forma de um complexo de infraestruturas enterradas, à excepção das instalações da Casa da Guarda e refeitório, foi construída empregando betão armado. Integra três espaldões para peças de artilharia de costa, um posto de comando de tiro (PCT), dois postos de observação (PO), quatro paióis, quatro paiolins, corredores de ligação, central eléctrica e de climatização, alojamentos e instalações sanitárias para as guarnições.